# نووی کارتکیسیاک
نووی کارتکیسیاک (به لاتین: Novy Kartkisyak) یک منطقهٔ مسکونی در روسیه است که در باشقیرستان واقع شده‌است.